# 경천대

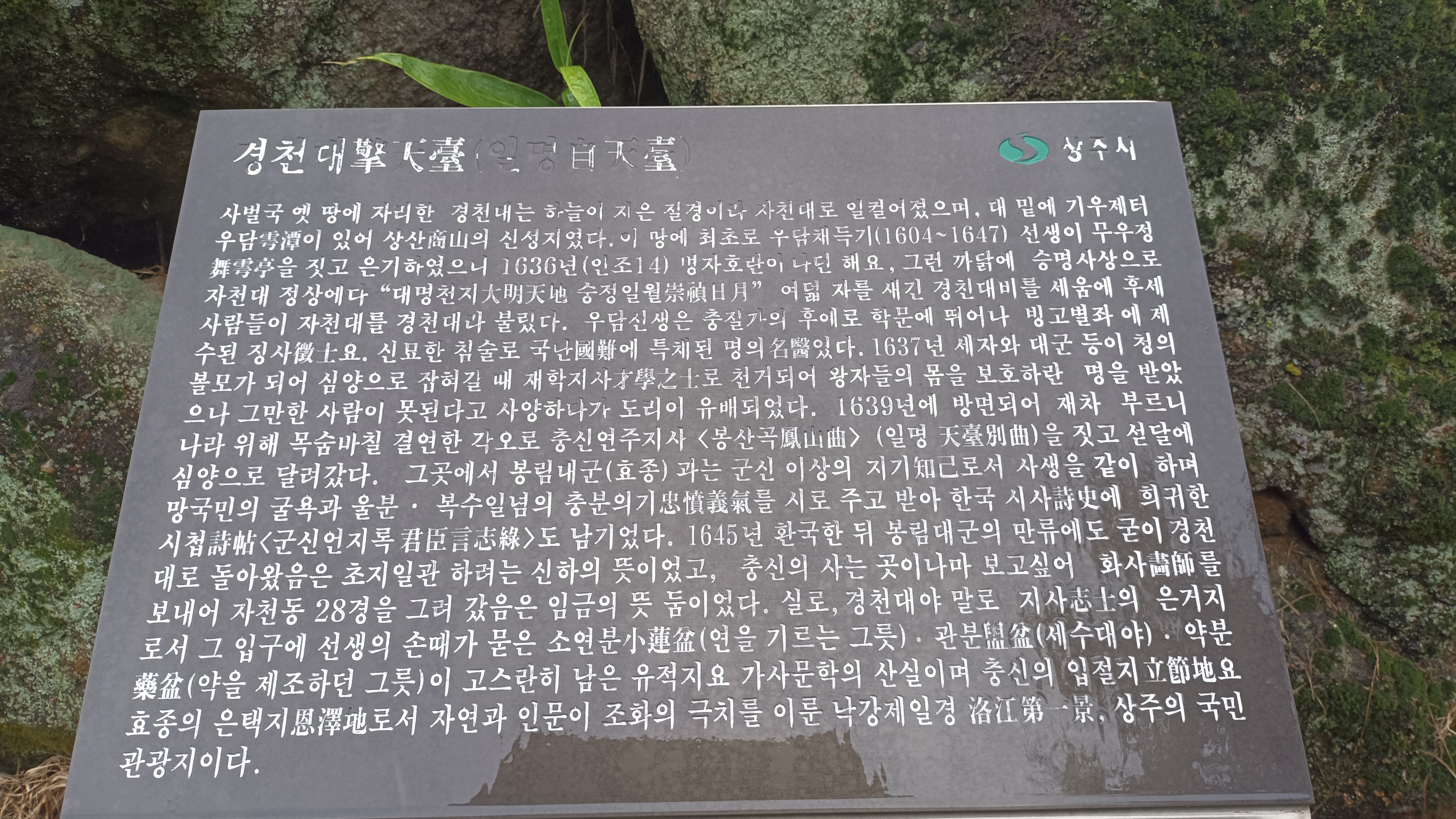
경천대 안내판

경천대(擎天臺)는 경상북도 상주시 사벌국면 삼덕리 산 12-3에 있는 관광지이다. 경천대국민관광지, 상주 경천대, 낙동강 경천대라고도 불린다. 

## 개요
경상북도 상주시 사벌국면 삼덕리 산에 있는 관광지로 상주 지역을 관통하여 흐르는 낙동강의 전망을 바라볼 수 있는 전망대이다. 1636년 병자호란이 발발하였을 때 소현세자와 봉림대군(조선 17대 효종)이 청(淸)으로 볼모로 갔을 적에 주치의로 동행한 채득기가 낙동강에 터를 닦고 세운 전망대로 하늘이 탁트이고 경이롭게 보여서 자천대(自天臺)라고 지었다가 후에 지금의 이름으로 변경하였다. 전설로는 조선의 장수 정기룡이 용마를 만나서 말에게 먹이를 주었다는 말먹이통이 있다. 
조선왕조 당시에는 경상도 출신 유림 및 유생들이 풍류와 여가를 즐겼던 곳이었으며 멀리 주흘산과 학가산, 낙동강과 그 사이에 있는 상주 지역의 논밭이 보이게 된다. 여름에는 논밭이 푸르게 보여지며 가을 추수철에는 누렇게 익어간 모습을 볼 수 있다.

## 경상 누층군낙동층

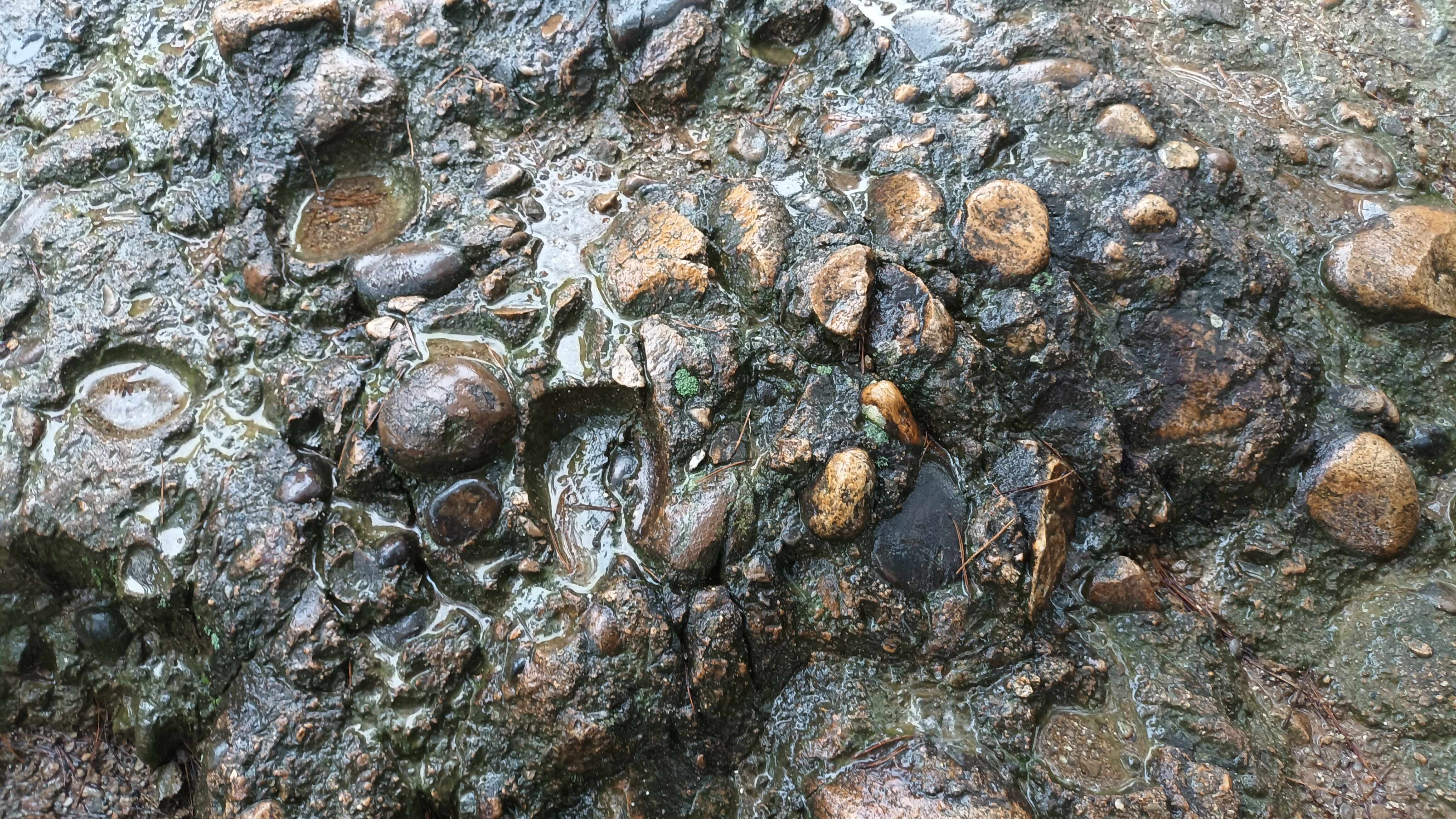
상주 경천대에 드러난 경상 누층군 신동층군 낙동층의 역암

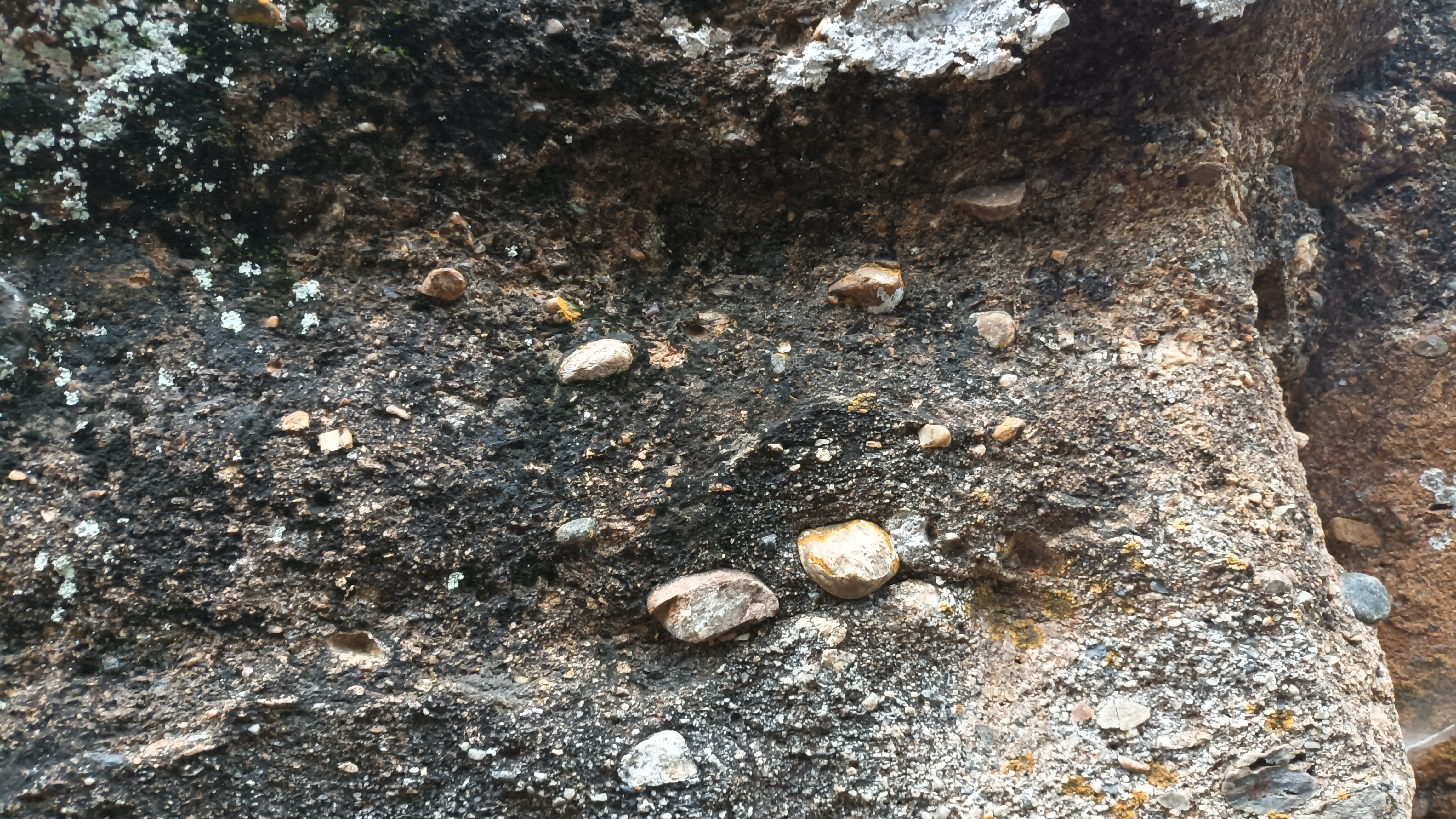
상주 경천대에 드러난 경상 누층군 신동층군 낙동층의 역암

경천대에는 사진과 같이 경상 누층군 낙동층의 역암을 관찰할 수 있다. 역암의 직경은 2~15 cm 정도이다.

## 기타
문화방송 드라마 상도의 촬영지이기도 하여서 드라마 방송 후 많은 인파들이 찾아왔다. 